# 托木斯克理工大学
国立研究托木斯克理工大学是俄罗斯历史上第四所理工类大学，也是俄罗斯亚洲地区第一所理工类大学。托理大是12个国际协会与集团的成员，包括欧洲研究管理与行政协会(European Association of Reserch Management and Administrations；缩写EARMA)、欧洲高级工程教育和研究学校协会（Conference of European Schools for Advanced Engineering Education and Research；缩写CESAER）、科技大学教育研究联合会（Consortium Linking Universities of Science and Technology for Education and Research；缩写CLUSTER）、欧洲大学协会（European University Association；缩写EUA）。

## 历史
| 学校的正式名称： - 1896年 托木斯克沙皇尼古拉二世理工学院 - 1917年 托木斯克理工学院 - 1925年 西伯利亚捷尔任斯基理工学院 - 1930年 西伯利亚机械机器制造学院 - 1934年 托木斯克基洛夫工业学院 - 1944年 托木斯克基洛夫理工学院 - 1991年 托木斯克理工大学 - 2009年 国家研究型托木斯克理工大学 |

##### 托木斯克沙皇尼古拉二世理工学院
托木斯克理工大学由俄罗斯帝国教育人民部创建于1896年，称为托木斯克沙皇尼古拉二世理工学院，由机械系与化学技术系两个系组成。长时间的讨论后，俄罗斯国务院做出决定成立了理工类的学院，由四个系组成：机械系、化学系、矿业系与建筑工程系。1897至1907年，根据罗伯特·罗伯托维奇·马菲尔德建筑师的设计图，建设了学校的主楼。
德米特里·阿纳托利耶维奇·门捷列夫（Dmitri Mendeleev）被任命担当第一位校长，但是由于他的健康状况，他必须拒绝了这个职位。后来，他积极参与了该学校的发展过程，成为了建筑托木斯工学院楼委员会的成员，用最先进的技术装备配备了学校的实验室和办公室并选拔了专业的科学人才。1899年1月，根据俄罗斯帝国非军事部门的任命，化学教授门捷列夫的学员埃菲姆·卢基亚诺维奇·祖巴舍夫（Efim Zubashev）被任命为第一位校长和建设托木斯工学院楼与设施建筑委员会的主席。
1900年10月9日开始收生开课，弗拉基米尔·列昂尼多维奇·涅克拉索夫（Vladimir Nekrasov）教授进行了第一节分析几何学的讲座。其中，学校的第一批著名科学家有教授尼古拉·马特维耶维奇·基斯内尔（Nikolai Kischner），他发现了亚烷基肼的催化反应；教授西奥多·爱德华多维奇·莫连（Theodor Molien）为西伯利亚高等数学教育与数学研究奠定了基础；教授叶夫根尼·弗拉季斯拉沃维奇·比龙（Evgeny Biron）发现了元素二次周期性；教授鲍里斯·彼得罗维奇·温伯格（Boris Weinberg）是著名的物理学家与冰川学家；教授弗拉基米尔·阿法纳塞维奇·奥布鲁切夫（Vladimir Obruchev）是学校矿业系组织者，西伯利亚矿山地质学派创始人等。1904至1905年第一学期，阿诺德·卡洛维奇·詹什（Arnold Jensh），是出色的俄罗斯城市建设家与卫生工程师，给建筑工程系的学生进行建筑工程与建筑学的讲座并给机械系、矿业系、化学系的学生讲了建筑学的公同必修课。1917年，托木斯克沙皇尼古拉二世工学院改名为托木斯克理工学院。
1917年俄国革命后的学院
1925年，学校改名为西伯利亚捷尔任斯基理工学院。
1930年，西伯利亚捷尔任斯基工艺学院被分为以下学院：
- 西伯利亚地质勘探学院（托木斯克）；
- 西西伯利亚机械机器制造学院（托木斯克）；
- 西伯利亚化学工学院（托木斯克）；
- 西西伯利亚矿业学院（托木斯克）；
- 西西伯利亚农业机械制造学院（新西伯利亚）；
- 西伯利亚铁路运输工程师学院(后来的学校名称是托木斯克铁路运输工程电机学院)，1962年，被迁移到了鄂木斯克（如今，是鄂木斯克国立交通大学）；
- 西伯利亚建筑学院（被迁移到了新西伯利亚）；
- 西伯利亚黑色冶金学院（被迁移到了新库兹涅茨克）；
- 制粉谷仓学院（托木斯克）；
- 有色冶金学院（伊尔库茨克）。

1934年，前三所学院分别是西伯利亚地质勘探学院（托木斯克）、西西伯利亚机械机器制造学院（托木斯克）与西伯利亚化学工艺学院（托木斯克）被合并为了托木斯克工业学院。
1935年3月5日，根据苏联中央执行委员会的决议，以谢尔盖·米罗诺维奇·基洛夫（Sergey Kirov)的名字命名了该学校。
1940年，学院获得了红旗劳动勋章。
1941-1945年，卫国战争期间，学校的所有科学研究工作都旨在发展国防工业体系、援助制造，包括撤离到托木斯克的工业企业。1941年6月27日，经托木斯克大学教授一系列的倡议，成立了科学家委员会。塔包括托木斯克市主要的科学家，斯克工业学院的教授英诺肯蒂·尼古拉耶维奇·布塔科夫（Innokenty Butakov）；教授因诺肯蒂·瓦西里耶维奇·格布勒（Innokenty Gebler）；教授米哈伊尔·卡林尼科维奇·科罗文（Mikhail Korovin）都被纳入这个委员会。该委员会的副主席之一是学校的校长康斯坦丁·尼古拉耶维奇·什马尔古诺夫（Konstantin Shmargunov）。许多制造坦克和武器的工厂都是由学校毕业生领导的。季莫菲·费多罗维奇·戈尔巴乔夫（Timofey Gorbachev），是1928年西伯利亚捷尔任斯基工学院的毕业生，负责俄库兹巴斯煤矿管理局的部门。毕业于1923年托木斯克工学院机械系的学生尼古拉·伊里奇·卡莫夫（Nikolay Kamov）在1940年成为了直升机制造业设计局的总设计师。自1941年起，毕业于1934年西伯利亚机械机器制造学院矿业系的弗拉基米尔·格里戈里耶维奇·科热文（Vladimir Kozhevin）担任了《库兹巴斯煤矿》管理局的《奥辛尼基煤》技术部的部长与副总工程师，该工厂开采冶金和国防所需的高价值煤炭。1942年6月，科热文被任为了《奥辛尼基煤》的10号矿坑的负责人和总工程师。科热文被任命后，该矿在库兹巴斯从落后到先进。从1943年起至1954年5月9日卫国战争的结束，该矿坑一直高举苏联国防委员会的旗帜。毕业于1932年托木斯克基洛夫工业学院地质勘探系的瓦列里·阿列克谢耶维奇·库兹涅佐夫（Valery Kuznetsov）在卫国战争年期间，在西西伯利亚地质局监督了地质图的编绘工作，这张地质图是勘察矿藏的基础。这些年来，矿藏的需求急剧增长了。毕业于1930年托木斯克工艺学院的格里高利·伊万诺维奇·诺索夫（Grigory Nosov）在1940年领导了苏联最大的冶金企业之一 — 马格尼托戈尔斯克钢铁联合企业。
700多人奔赴到前线，包括学生、教师、科学研究人员、工人与职员，他们之中有部分是志愿者。他们参与了许多战役，但是只有一小部分到达了柏林并在德国国会大廈的墙上留下了自己的签名。
1944年，该学校更名为托木斯克理工学院。
1952年，托木斯克理工学院接收到第一个电视广播——有声音伴奏的新闻影片。托木斯克成为了苏联第四座拥有电视的城市。
1959年，组建了物理技术系的夜校（如今为国立核能研究大学莫斯科工程物理学院的谢韦尔斯克工学院）。
1962年，在无线电工程系的基础上，成立了托木斯克无线电电子与电子工程学院。
1965年，《天狼星》同步加速器实现以1.5 GeV（十亿电子伏）物理发射。
1967年，该学院的核研究反应堆启动。
1971年，托木斯克理工学院被授予十月革命勋章。
1981年，科学教学综合体《控制论》被加入到托木斯克理工学院的体系中。

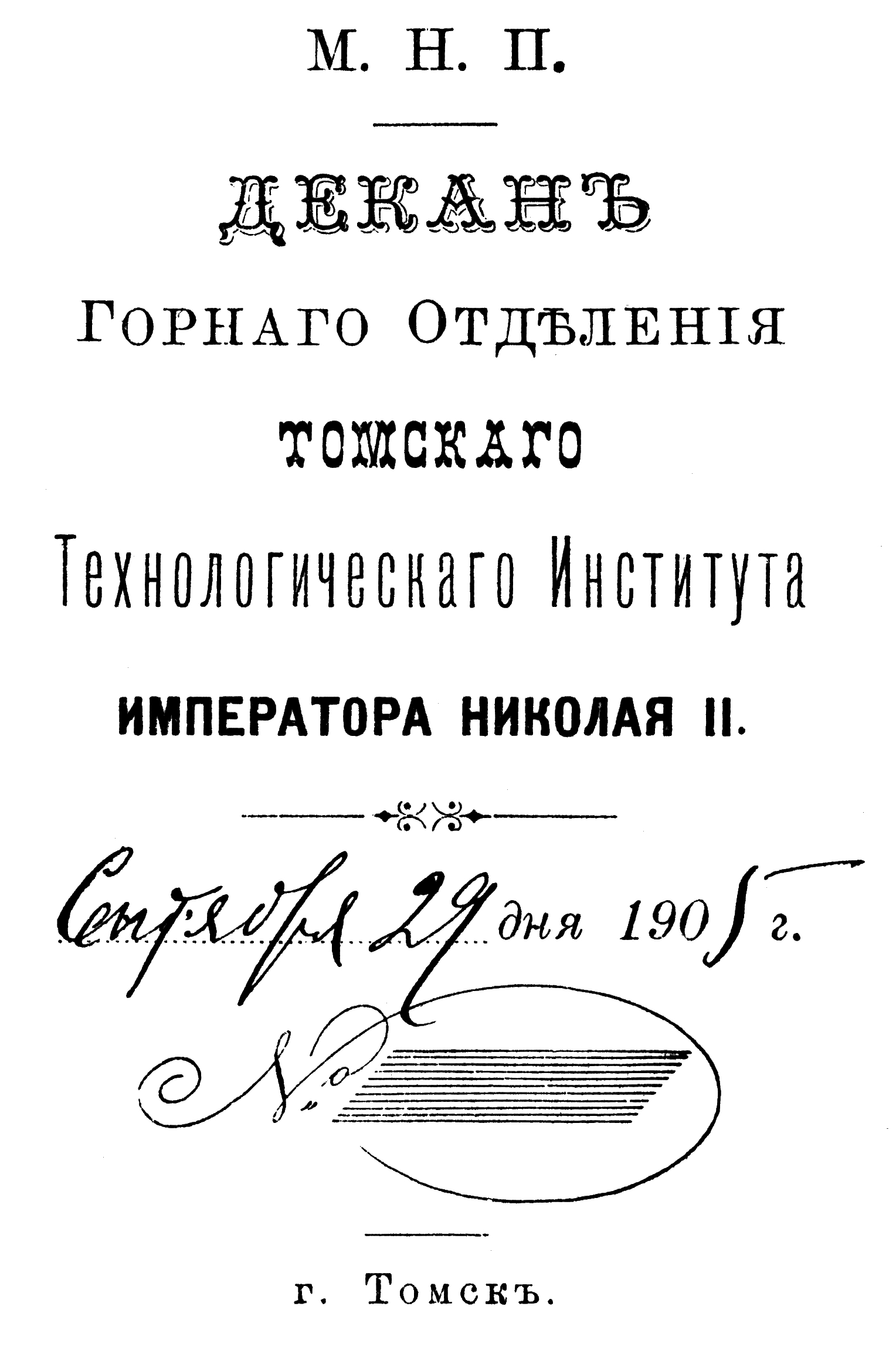
1905年矿业系系主任的表格

1991年10月18日，俄罗斯苏维埃联邦社会主义共和国部长会议通过了第552项《关于将托木斯克理工学院变换托木斯克理工大学》的决议。
1997年，托木斯克理工大学成为俄罗斯联邦人民特别珍贵的文化遗产。
2013年7月，托木斯克理工大学被列入《俄罗斯领导大学》竞赛的优胜者名单。
在托木斯克理工大学个别院系和专业的基础上，在不同时期在莫斯科、新西伯利亚、鄂木斯克、托木斯克、谢韦尔斯克、克拉斯诺亚尔斯克、伊尔库茨克、克麦罗沃、巴尔瑙尔、赤塔、哈巴罗夫斯克及其他俄罗斯城市开设了约20所独立大学。

## 历代校长
- 1899年至1907年 埃菲姆·卢克亚诺维奇·祖巴舍夫（俄语：Зубашев, Ефим Лукьянович）
- 1907年至1911年 弗拉基米尔·彼得罗维奇·阿列克谢夫斯基（俄语：Алексеевский, Владимир Петрович），托木斯克沙皇尼古拉二世理工学院的校长
- 1911年至1916年 尼古拉·伊万诺维奇·卡尔塔绍夫（俄语：Карташов, Николай Иванович），托木斯克沙皇尼古拉二世理工学院的校长、俄罗斯苏维埃联邦社会主义共和国的功勋科技工作者、苏联国家奖的获奖得者
- 1916年至1919年 伊万·伊万诺维奇·博巴里科夫（俄语：Бобарыков, Иван Иванович (механик)），托木斯克理工学院的校长、俄罗斯苏维埃联邦社会主义共和国的功勋科技工作者
- 1919年至1920年 亚历山大·瓦西里耶维奇·乌加洛夫（Alexander Ugarov），托木斯克理工学院的校长
- 1920年至1921年 雅科夫·伊万诺维奇·米哈伊连科（Yakov Mikhailenko），托木斯克理工学院的校长、俄罗斯苏维埃联邦社会主义共和国的功勋科技工作者
- 1921年至1930年 尼古拉·弗拉基米罗维奇·古托夫斯基（俄语：Гутовской, Николай Владимирович），托木斯克理工学院与西伯利亚捷尔任斯基理工学院的校长
- 1930年至1934年 谢尔盖·米哈伊洛维奇·卡尔梅科夫（Sergey Kalmykov），西伯利亚机械机器制造学院的校长
- 1934年至1936年 阿列克谢·米哈伊洛维奇·卡什金（Alexey Kashkin），托木斯克基洛夫工业学院的校长
- 1936年至1937年 涅斯捷罗夫·亚历山大·阿列克谢耶维奇（Alexander Nesterov），托木斯克基洛夫工业学院的校长
- 1937年至1938年 德米特里·斯捷潘诺维奇·加舍宁（Dmitry Garshenin），托木斯克基洛夫工业学院的校长
- 1939年至1944年 康斯坦丁·尼古拉耶维奇·什马尔古诺夫（Konstantin Shmargunov），托木斯克基洛夫工业学院的校长
- 1944年至1970年 亚历山大·阿基莫维奇·沃罗别夫（俄语：Воробьёв, Александр Акимович），托木斯克理工学院的校长、俄罗斯苏维埃联邦社会主义共和国的功勋科技工作者、教育科学院的通讯院士
- 1970年至1981年 卡里亚茨基·伊万·伊万诺维奇[1]
- 1981年至1990年 伊万·彼得罗维奇·丘恰林（俄语：Чучалин, Иван Петрович），托木斯克理工学院的校长、俄罗斯苏维埃联邦社会主义共和国的功勋科技工作者
- 1990年至2008年 尤里·彼得罗维奇·波霍尔科夫（Yuri Pokholkov），托木斯克理工学院与托木斯克理工大学的校长、俄罗斯联邦得功勋科技工作者
- 2008年至2019年 彼得·萨维利耶维奇·丘比克（俄语：Чубик, Пётр Савельевич），托木斯克理工大学的校长
- 2019年至2020年 维克多·瓦伦蒂诺维奇·德明（Victor Demin），暂代校长一职
- 2020年至2021年 安德烈·亚历山德罗维奇·雅科夫列夫（Andrey Yakovlev），代理校长
- 2021年至今为止 德米特里·安德烈耶维奇·塞德涅夫（Dmitry Sednev），代理校长

## 教学活动
托木斯克理工大学实现了以下教育工作：
- 29个本科研究方向；
- 32个硕士研究方向；
- 9个培养专家学位的教学方案；
- 19个副博士研究方向；
- 31个博士生科学学科的研究方向。

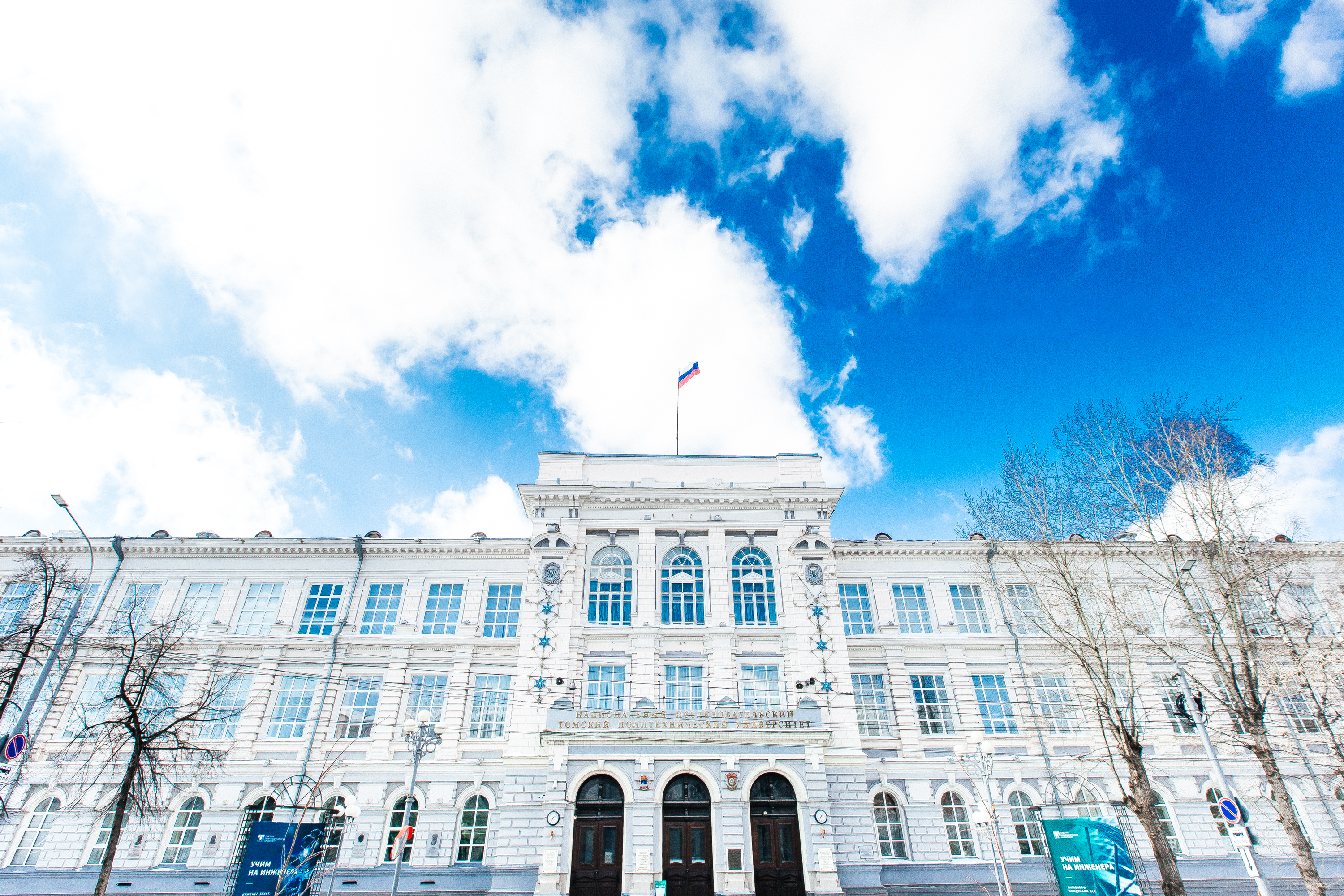
托木斯克理工大学的主楼

2017年，托木斯克理工的学院机构转型为工程和研究学院：
- 信息技术与机器人技术工程学院
- 无损探伤与安全工程学院
- 新制造技术工程学院
- 自然资源工程学院
- 能源工程学院
- 核技术工程学院
- 高能过程物理研究学院
- 化学与生物医学技术研究学院
- 基本工程培训学院
- 工程企业经营学院

尤尔加工业学院（分校）
托木斯克理工大学尤尔加工业学院（分院）是经过一系列改组而建立的：教学辅导站（1957年）、机械工程系（1987年）、托木斯克大学尤尔加分院（1993年）、托木斯克理工大学尤尔加工业学院（2003年）。该分校为库兹巴斯培训工程人才。这一任务一直是在基地企业——尤尔加机器制造厂的帮助下解决的，该厂在2006年改变了其所有者，与尤尔加工业学院一起解决培训机器制造生产方面的实践型专家的任务。
该分校的10个教研组培养学生。其中8个教研组是毕业教研组。
在学院中有共计1500多名全日制、半全日制和函授程的学生。该分校拥有8座教学实验楼，其中包括70多个配备现代化设备和教学技术设备的实验室。

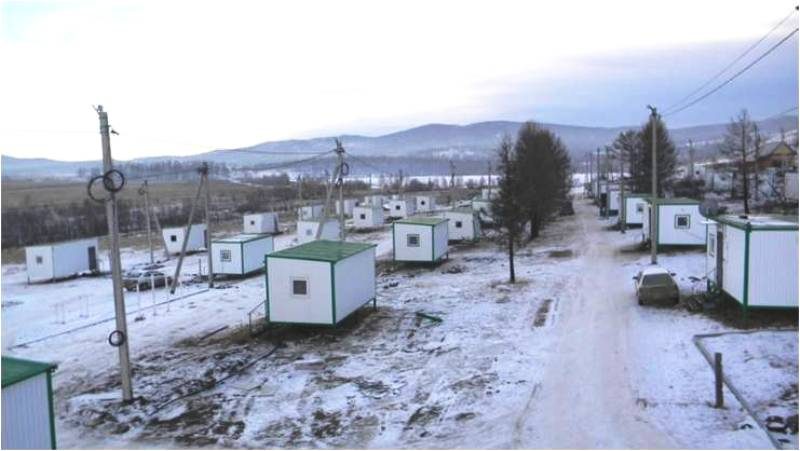
教育地质实践中心
教育地质实践中心位于哈卡斯的索巴奇耶湖畔。该中心成立于1959年。被用于西西伯利亚地区大学的教育地质实习。
研究型核反应堆
IRT-T研究型核反应堆建于1959-1967年。每年都有430名学生在该研究反应堆进行培训。他们在实践中学习如何操作核电站的动力装置，确保核能设施的实物保护，以及学习核与辐射安全方面的知识。在俄罗斯正在运行的反应堆中，只有托木斯克，只有托木斯克研究型核反应堆能够进行留学生培训工作。他们接受培训后，会在自己国家的核设施工作。

## 研究活动
托木斯克理工大学的科学活动正朝着不同的研究领域发展：
- 高能过程物理
- 化学与生物医学技术
- 无损探伤与安全
- 自然资源
- 新制造技术
- 智慧能源
- 核技术

## 国际合作
托木斯克理工大学是欧洲高级工程教育和研究学校协会(Conference of European Schoolsfor Advanced Engineering Education and Research；缩写CESAER）的成员、科技大学教育研究联合会（Consortium Linking Universities of Science and Technology for Education and Research；缩写CLUSTER）的联系成员。学校跟57所欧洲高级工程教育和研究学校协会大学成员中的23所以及科技大学教育研究联合会12所大学成员中的9所发展了双边合作。
该学校的主要商务合作伙伴包括斯伦贝谢有限公司（Schlumberger Limited）(法国)、瑞士电力公司（SwissGeoPower AG）（瑞士）、史密斯海曼有限公司（德国）（SmithsHeimann GmbH）、JME有限公司（JME Ltd.）（大不列颠）等。
托木斯克理工大学的的学者在欧盟委员会资助计划FP7（Seventh Framework Programme (FP7））、地平线2020（Horizon 2020）、伊拉兹马斯+项目（ERASMUS +）与其他项目的框架内进行研究。托木斯克理工大学是俄罗斯最吸引外国科学家来俄研究的十大组织之一。
托木斯克理工大学的学生有机会通过学术交流项目、托木斯克理工大学的外国合作大学的"双文凭"硕士项目和网络授课项目获取国外的高等教育。每年有超过五百名TPU学生在世界各地的外国大学学习。

## 知名教师与校友
- 米哈伊尔·米尔 (未毕业)，直升机设计师, 米尔莫斯科直升机工厂创建人
- 尼古拉·卡莫夫，著名直升机设计师
- 亚历山大· 卡赞采夫，科幻小说家
- 卡内什·萨特帕耶夫，苏联成矿学创建人
- 尼古拉·乌尔万采夫，地质学家和北极冒险家
- 根纳迪·蔑赛亚克, 物理学家、几个学术流派的创始人
- 弗里茨·诺特，德裔数学家
- 尼古拉·尼基丁 , 苏联建筑师与土建结构的科
- 马特维·卡佩柳什尼科夫, 机械工程师与发明家
- 维亚切斯拉夫·纳戈维岑, 政治家
- 伊万·英迪诺克, 政治家
- 奥列格·米宁, 物理学家，教师
- 伊戈尔·米宁, 物理学家, 教师
- 尼古拉·谢苗诺夫, 物理学家与化学家
- 米哈伊尔·乌索夫, 地质学家
- 西奥多·莫林, 菠萝裔数学家, 教师
- 安德烈·克里亚奇科夫，建筑师, 教师
- 谢尔盖·普萨基, 物理学家，教师
- 安东尼娜·皮罗日科娃, 文职工程师与作家

## 画廊

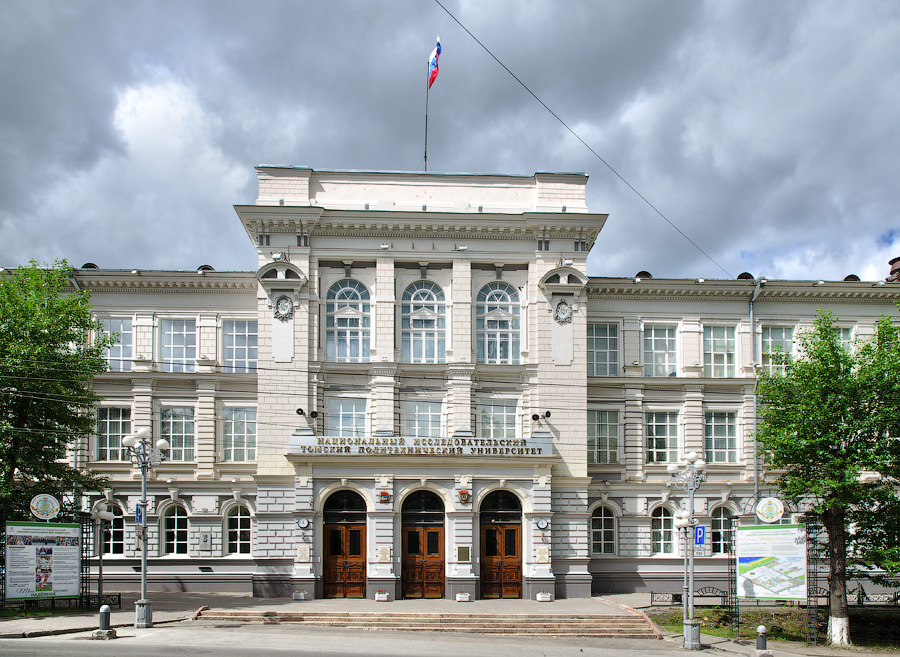
托木斯克理工大学的主楼
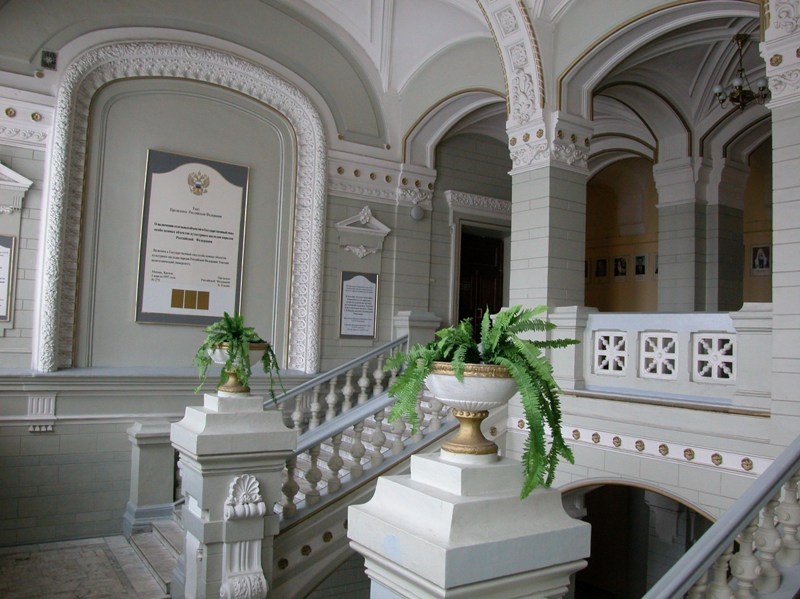
托木斯克理工大学主楼的大厅
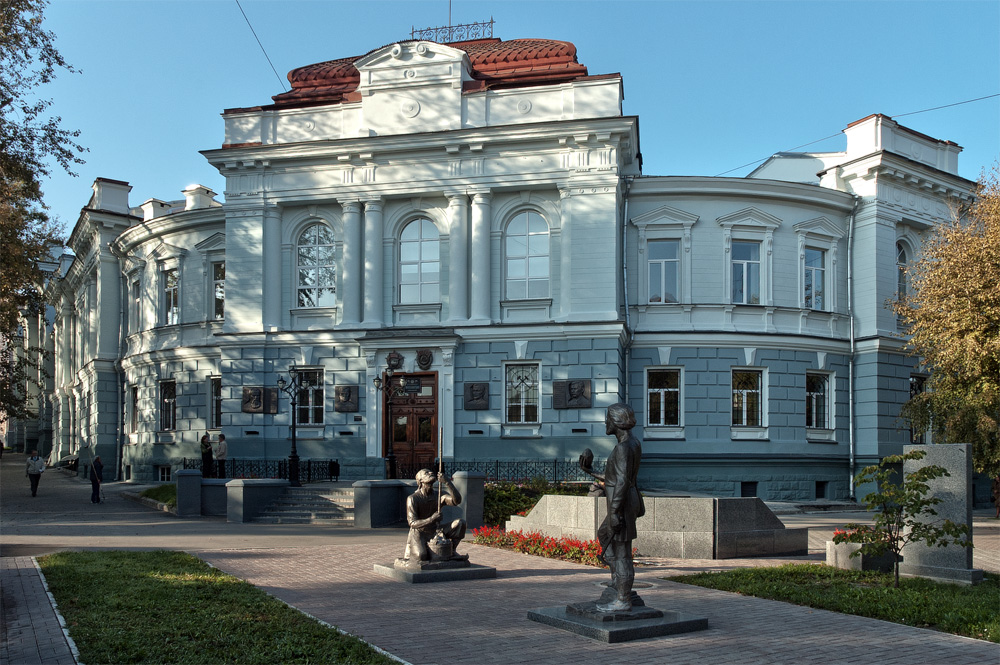
托木斯克理工大学的1号楼（矿业楼）
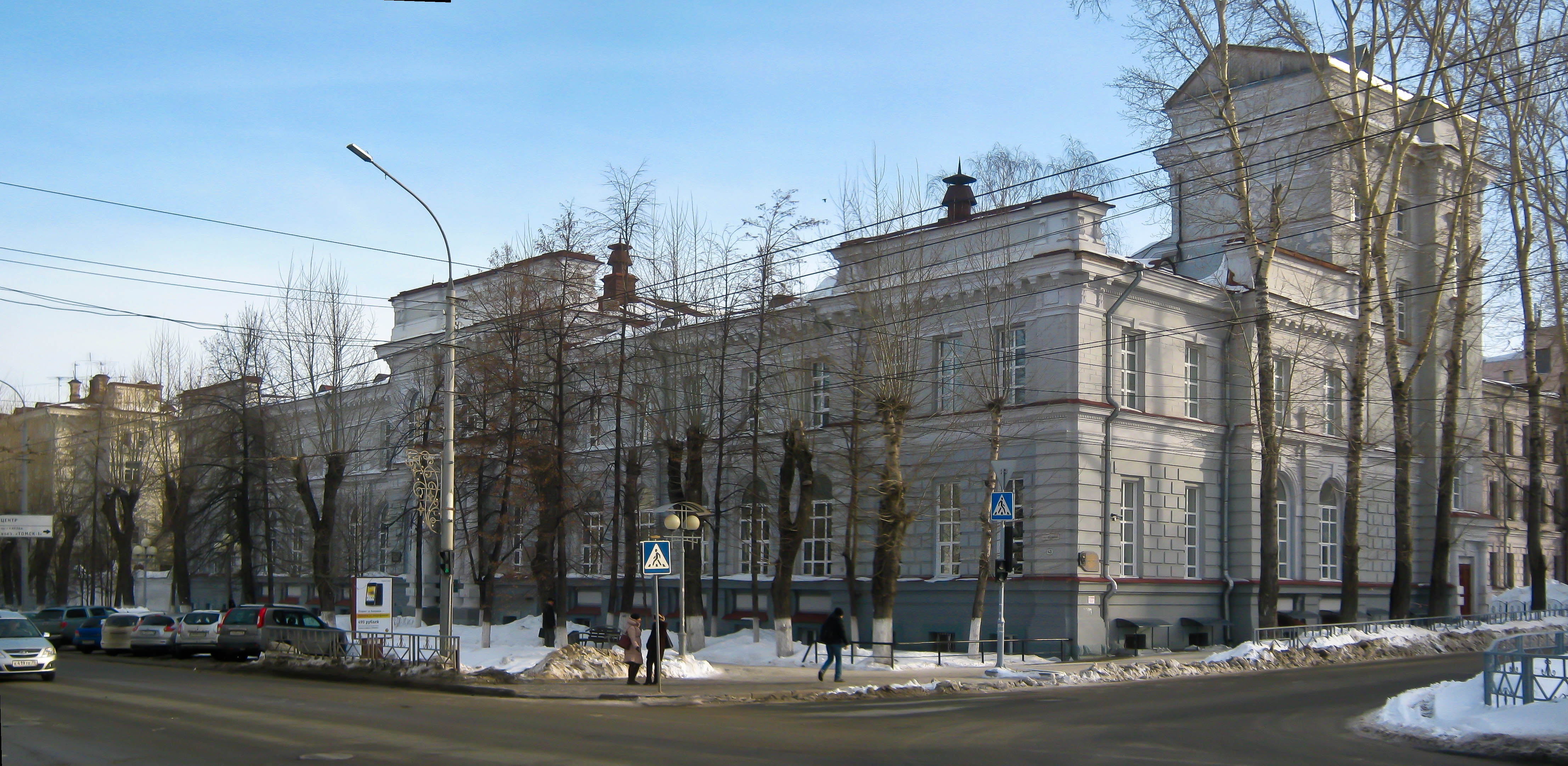
托木斯克理工大学的3号楼（物理楼）
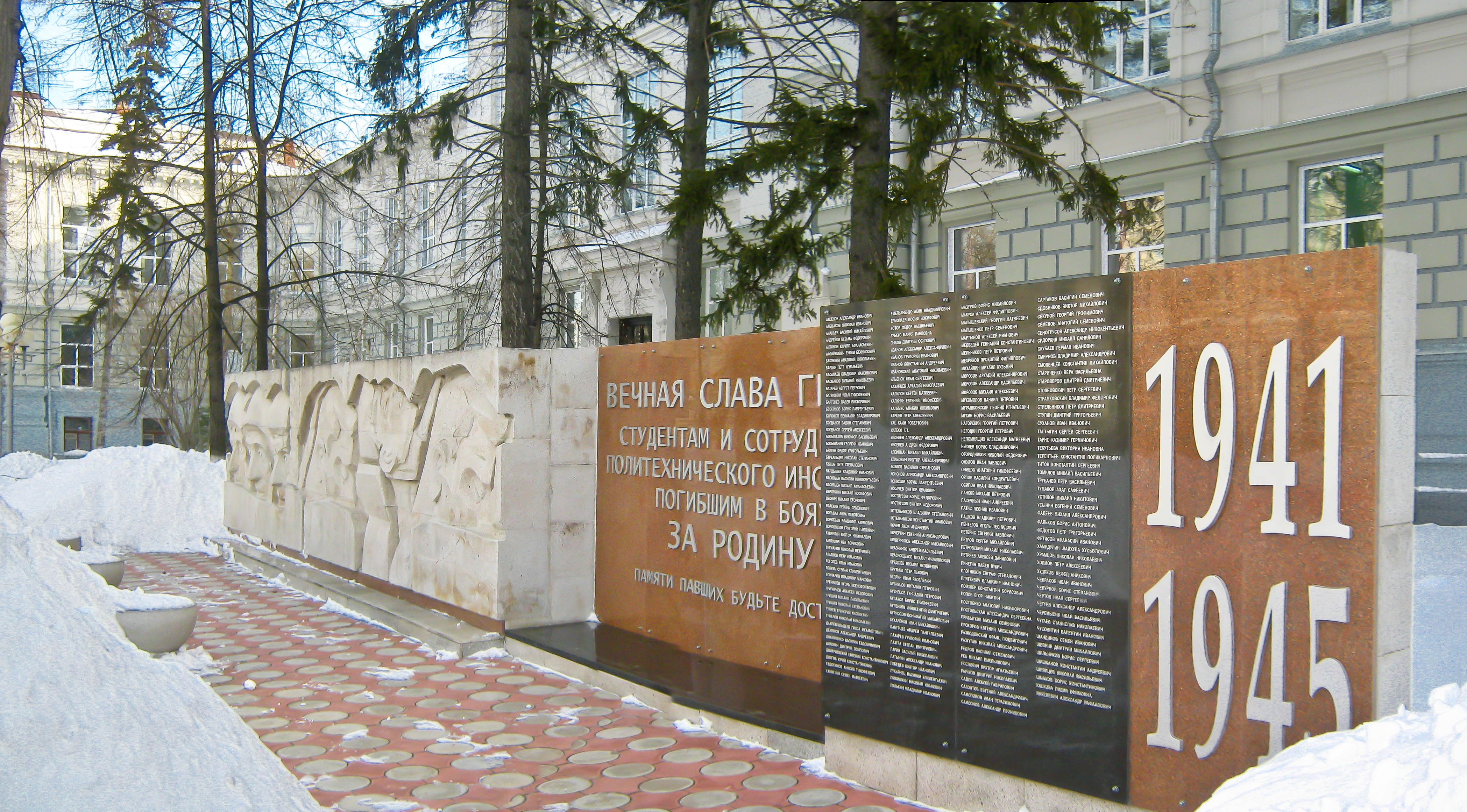
托木斯克理工大学的逝世人员纪念碑
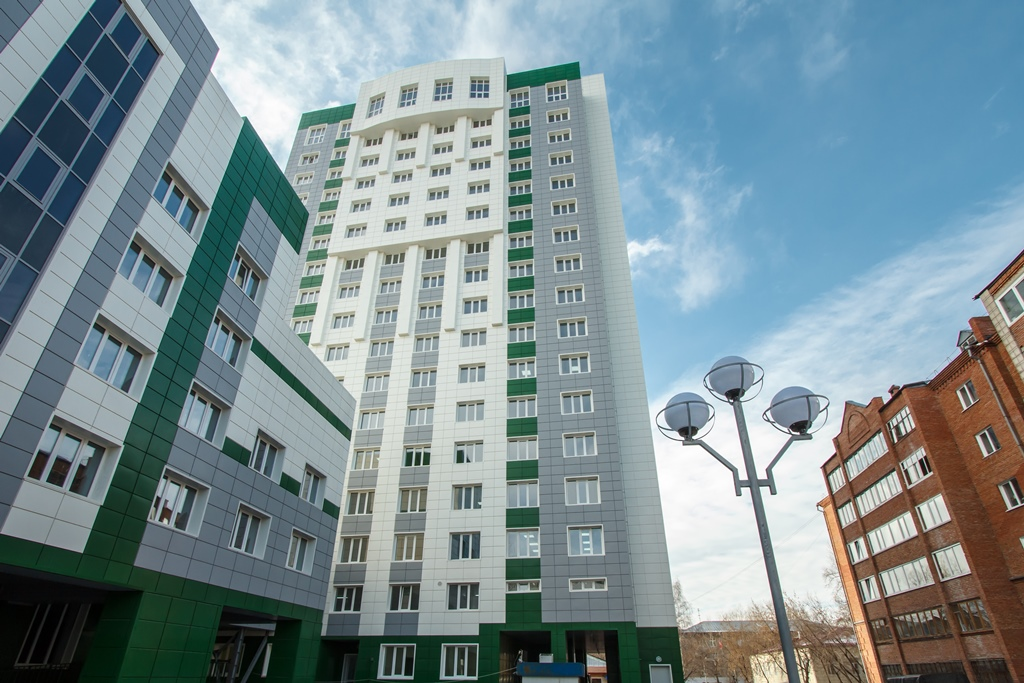
托木斯克理工大学校园被公认为俄罗斯最好的校园（2016年俄罗斯联邦科学教育部举行的大赛）
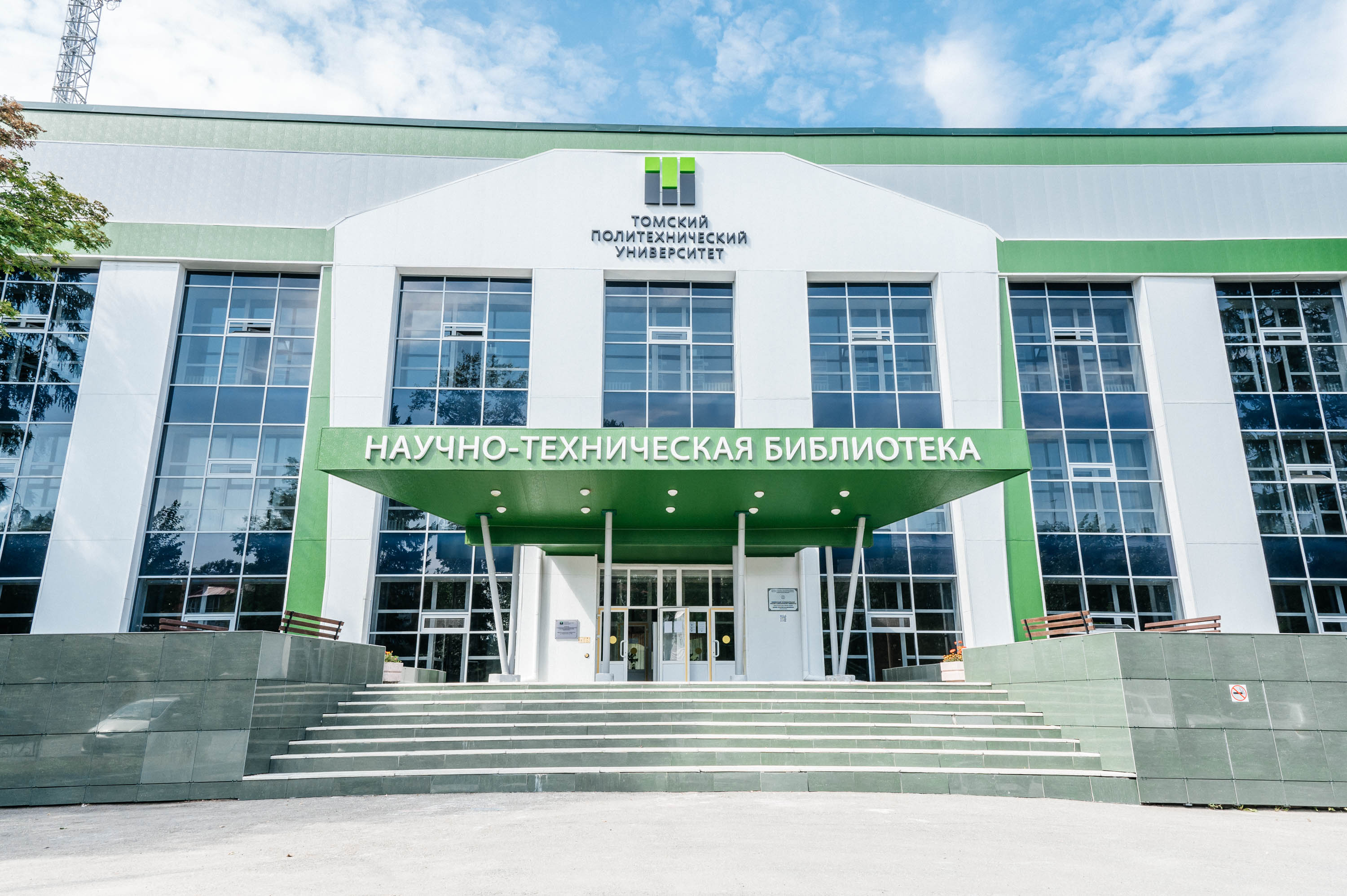
2020年托木斯克理工大学的科学技术图书馆
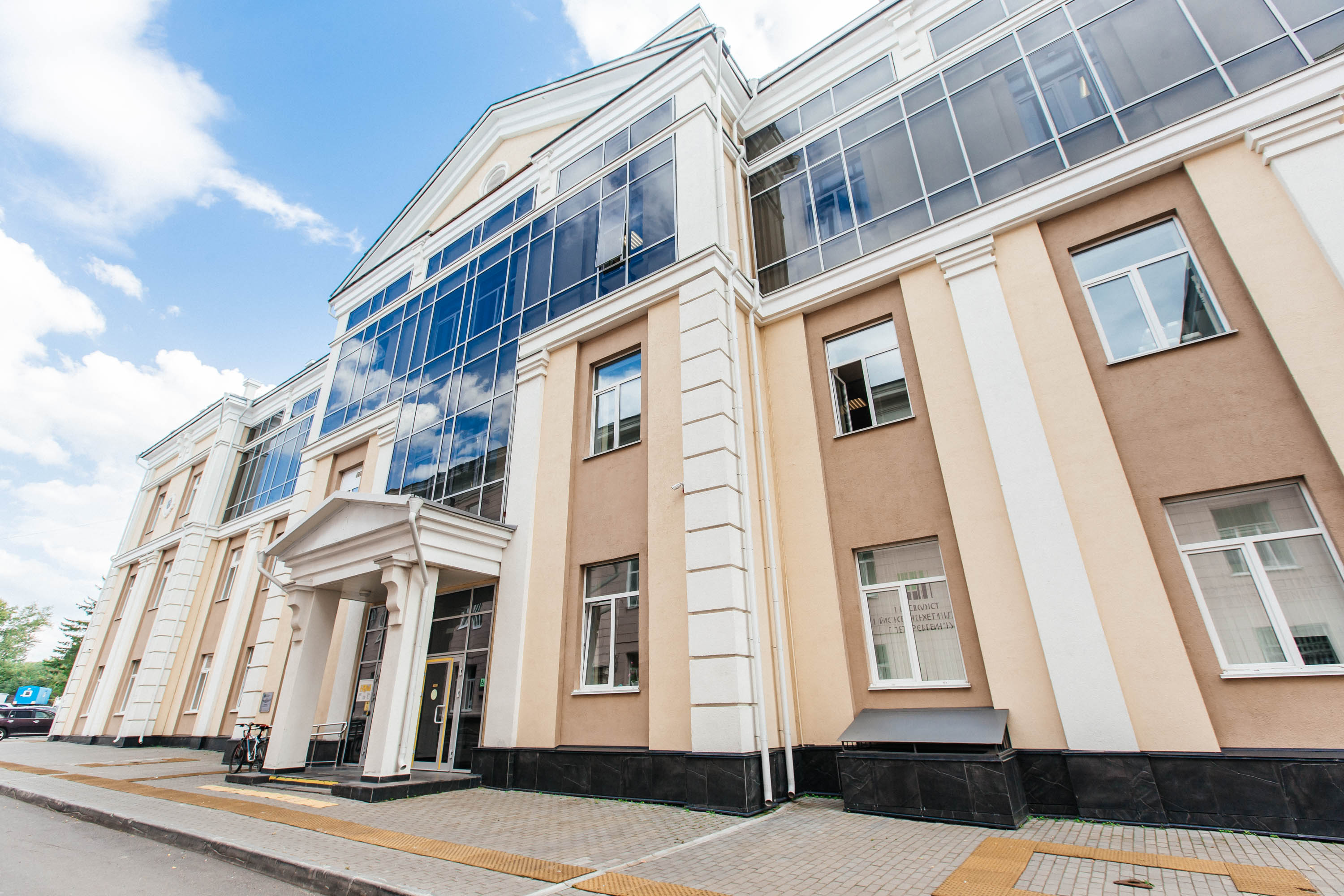
托木斯克理工大学的科学园区
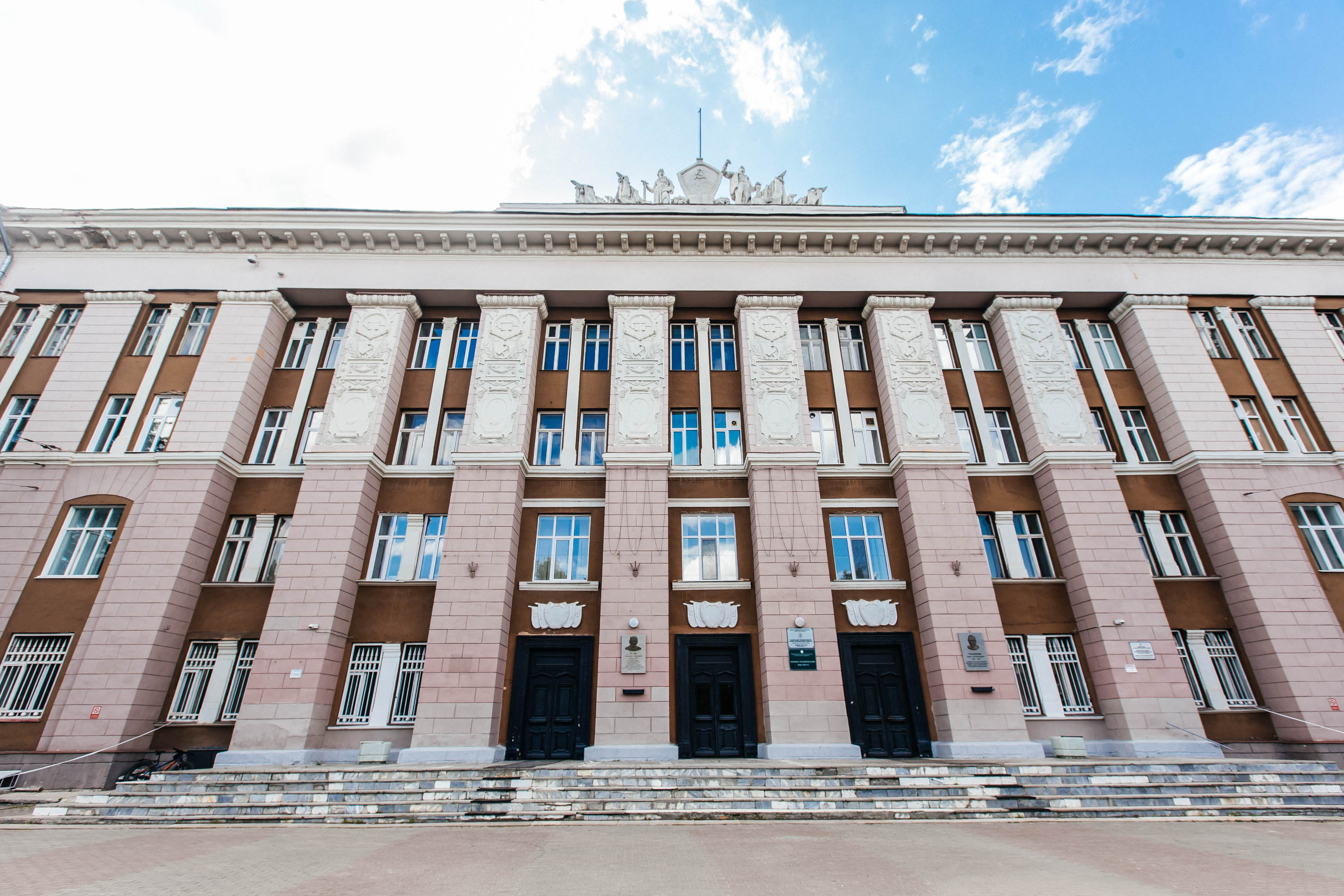
托木斯克理工大学的10号楼